# Papilio lamarchei
Espèce
Papilio lamarchei est une espèce de lépidoptères (papillons) de la famille des Papilionidae. Cette espèce est présente en Amérique du Sud.

## Systématique
L'espèce Papilio lamarchei a été décrite pour la première fois en 1892 par l'entomologiste Otto Staudinger dans la revue Deutsche entomologische Zeitschrift. Lepidopterologisches Heft.